# Крем (косметика)
Крем косметичний — косметичний засіб, що надає шкірі приємну оксамитовість, пом'якшують, охолоджують шкіру. Креми відрізняються від мазей тим, що вони містять більше води, мають приємніший запах та вигляд.

## Види
Креми бувають:
- жирні (так звані «нічні»; служать для пом'якшення шкіри)
- нежирні («денні»; для захисту шкіри від зовнішнього впливу, застосовуються під пудру)
- лікувальні креми

Креми за кількістю вмісту у них жирів розділяються на жирні, напівжирні та знежирені.
Жирними кремами називаються суміші, що містять не менше 30% жирних, жироподібних речовин та восків; напівжирні — густі або рідкі емульсії, що містять понад 2%, але не більше 25% жирових речовин та восків; знежирені креми містять жирів та восків менше 2%.
Креми мають являти собою однорідну, без крупинок суміш. При кімнатній температурі ця суміш не повинна плавитись.
Наприклад, крем із 2% вмістом прогестерону значно підвищує еластичність шкіри та її міцність, а також знижує число зморшок у жінок (до такого крему добре додавати карнозин й сквален). В результаті досліджень було виявлено, що гіалуронова кислота у комбінації із бурштиновою кислотою сприяє стимуляції обмінних процесів й відновленню клітин шкіри (редермалізації). Циклоастрагенол, як і карнозин, є потужними антиоксидантами, які можуть входити компонентами до крему.  
Для щоденного захисту шкіри від фотодерматозу, який спричиняється опроміненням шкіри сонячними променями, можуть застосовуватися креми, які містять сонцезахисні речовини.

## Хімічне визначення
Рідкі мазі, креми у вигляді емульсії називають лініментами (від linire - втирати або linimentum - втирання), хоча за своїми фізичними властивостями вони не відрізняються від емульсій. Деякі мазі, які містять у своєму складі воду, гідраргіум та інші подібні речовини, з своїми фізико-хемічними властивостями відносяться до емульсій, хоча вони і не рідкі. Таким чином, поняття "емульсія" відноситься до певного фізико-хемічного стану речовини незалежно від методу застосування, лікарського чи технічного призначення.   

## Надання та фіксація запаху
- Ундеканаль ({\displaystyle \mathrm {CH_{3}(CH_{2})_{9}CHO} }), сильно розведений, має приємний фруктовий запах. Отримується гідроксилуванням гадолеїнової кислоти, внаслідок чого отримується гліколь, який обробляється періодною кислотою (при цьому виділяється ундеканаль та 9-оксононанова кислота). Гадолеїнова кислота містться у олії жожоба.

Фіксатором запаху може бути індол або інша речовина (яка повинна задовільняти ряду вимог, зокрема не бути ні за яких умов фотосенсибілізатором). Докладніше див. патент US6159918A. 